# أسلاك كيرشنر

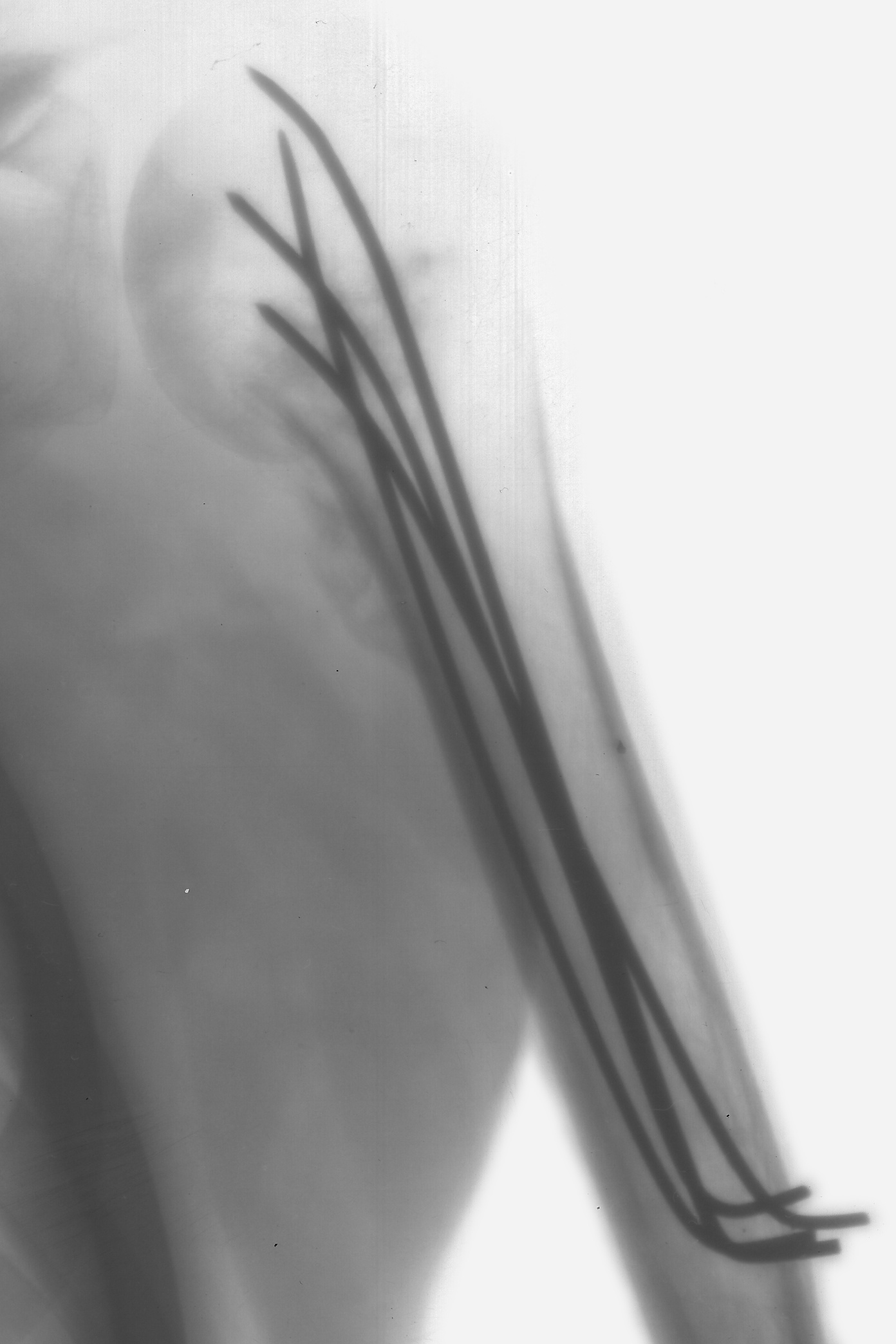
كسر في العضد الأيسر مثبت بأربعة أسلاك كيرشنر

أسلاك كيرشنر (بالإنجليزية: Kirschner wires) أو أسلاك ك (بالإنجليزية: K wires) أو السفافيد (بالإنجليزية: pins) هي أسلاك مدببة وملساء مصنوعة من صلب لا يصدأ تستخدم كثيراً في جراحات العظام، وبعض العمليات الجراحية البشرية والبيطرية الأخرى. أدخلها مارتن كيرشنر سنة 1909 وما زالت مستخدمة بمقاساتها المختلفة إلى اليوم. تستخدم أسلاك كيرشنر لتثبيت شظايا العظم المكسور معاً وكذلك تستخدم في عمليات الجر الهيكلي، ويتم إدخال الأسلاك في العظم باستخدام شنيور يدوي أو كهربي. تشكل أسلاك كيرشنر أيضاً جزءاً أساسياً من جهاز إليزاروف.